# Juge en chef de la Cour suprême de Corée
Le juge en chef de la Cour suprême de Corée (hangeul : 대법원장 ; hanja : 大法院長 ; RR : Daebeobwonjang) est le juge en chef de la Cour suprême de Corée. En tant que juge président du Grand banc composé des deux tiers des quatorze juges de la Cour suprême, le chef représente la Cour suprême de Corée. Le juge en chef est considéré comme l'un des deux chefs équivalents du pouvoir judiciaire du gouvernement sud-coréen. Un autre chef est président de la Cour constitutionnelle de Corée. L'actuel juge en chef de la Cour suprême de Corée est Kim Myeong-soo.

## Nomination et mandat
En vertu du chapitre 5, de l'article 104(1) de la Constitution , et de l'article 12(1) de la loi sur l'organisation des tribunaux , le juge en chef est nommé par le président de la Corée du Sud avec le consentement de l'Assemblée nationale de la Corée du Sud.
Alors que l'article 105(1) de la Constitution fixe la durée du mandat du juge en chef à un mandat unique non renouvelable de six ans, son âge obligatoire de départ à la retraite est délégué à la réglementation sous-constitutionnelle par l'article 105(4) de la Constitution. Actuellement, l'âge obligatoire de la retraite du président de la Cour suprême est fixé à 70 ans en vertu de l'article 45(4) de la loi sur l'organisation des tribunaux.

## Pouvoirs et devoirs
En tant que membre principal de la Cour suprême de Corée, le rôle principal officiel du juge en chef est de participer à la décision de la Cour en tant que l'un des juges de la Cour suprême. Cependant, étant donné que la plupart des affaires devant la Cour sont traitées par trois panels ou « petits bancs » différents (coréen : 소부) chacun composé de quatre juges de la Cour suprême à l'exception du juge en chef, le chef ne peut pas participer à la décision des affaires quotidiennes. Au lieu de cela, le juge en chef ne participe qu'au « Grand banc » (coréen : 전원합의체) réunissant plus des deux tiers des quatorze juges, en qualité de président.
Le rôle plus important du juge en chef est de régir les tâches politiques et administratives des tribunaux ordinaires, en tant que chef de la hiérarchie du système judiciaire conventionnel composé de tous les tribunaux ordinaires de Corée du Sud. 
Le chef recommande des candidats pour tous les treize autres juges de la Cour suprême en vertu de l'article 104 (2) de la Constitution. Bien que tous les juges de la Cour suprême soient officiellement nommés par le président de la Corée du Sud avec le consentement de l'Assemblée nationale de Corée du Sud, le pouvoir du chef de recommander un candidat pour chacun des juges de la Cour suprême soutient l'influence sur la composition de la Cour suprême sud-coréenne. Le chef désigne des candidats pour trois des neuf juges de la Cour constitutionnelle en vertu de l'article 111(3) de la Constitution. Bien que tous les juges de la Cour constitutionnelle soient officiellement nommés par le président de la Corée du Sud, sa nomination de candidat se reflète généralement dans la nomination finale par le président. Trois des six autres juges de la Cour constitutionnelle sont élus par l'Assemblée nationale de Corée du Sud. Les trois de gauche sont nommés directement par le président. Le chef est président du Conseil des juges de la Cour suprême (coréen : 대법관회의) composé des quatorze juges de la Cour suprême, y compris le chef, qui supervise les tâches administratives des tribunaux ordinaires en vertu des articles 16(1) et 17 de la loi sur l'organisation des tribunaux. En cas d'égalité des voix, le chef a voix prépondérante.
Le chef nomme l'un des treize juges de la Cour suprême au poste de ministre de l'administration des tribunaux nationaux (coréen : 법원행정처), qui est une organisation centralisée chargée de régir toutes les questions relatives à l'administration judiciaire des tribunaux sud-coréens ordinaires, en vertu de l'article 68, paragraphe 1, de la loi sur l'organisation des tribunaux. Le chef nomme tous les juges des tribunaux ordinaires inférieurs, avec l'assentiment du Conseil des juges de la Cour suprême en vertu de l'article 104(3) de la Constitution. Le pouvoir substantiel de cet article est incarné par les articles 44(1) et 44-2(3) de la loi sur l'organisation judiciaire. En vertu de l'article 44-2(3) de la loi, le chef évalue régulièrement tous les juges des tribunaux ordinaires inférieurs et en tient compte dans les affaires personnelles des juges, comme le transfert des juges d'un tribunal inférieur à un autre tribunal inférieur (même contre la volonté de ce juge), ou refus du renouvellement du mandat de 10 ans du juge du tribunal inférieur.
Le chef nomme également tous les greffiers et fonctionnaires de justice (y compris l'assistant judiciaire qui a un rôle similaire à celui des Rechtspfleger allemands) en vertu des articles 53, 53-2 et 54 de la loi sur l'organisation des tribunaux. Le chef peut présenter un avis écrit à l'Assemblée nationale, sur la promulgation ou la révision des lois relatives à l'administration des tribunaux ordinaires, en vertu de l'article 9(3) de la loi sur l'organisation des tribunaux.

## Liste des juges en chef
| №  | Nom                     | Mandat            | Mandat            | Nommé par             | Éducation                                           |
| -- | ----------------------- | ----------------- | ----------------- | --------------------- | --------------------------------------------------- |
| 1  | Kim Byung-ro            | 5 août 1948       | 12 décembre 1957  | Rhee Syng-man         | Université Nihon                                    |
| 2  | Cho Young-sun           | 9 juin 1958       | 10 mai 1960       | Rhee Syng-man         | Collège de droit de Gyeongseong                     |
| 3  | Cho Jin-man             | 30 juin 1961      | Janvier 1964      | (Élu parmi les juges) | Université impériale de Keijō                       |
| 4  | Cho Jin-man             | Janvier 1964      | 19 octobre 1968   | Park Chung Hee        | Université impériale de Keijō                       |
| 5  | Min Bok-ki              | 21 octobre 1968   | Mars 1973         | Park Chung Hee        | Université impériale de Keijō                       |
| 6  | Min Bok-ki              | 14 mars 1973      | 21 décembre 1978  | Park Chung Hee        | Université impériale de Keijō                       |
| -  | Yi Young-sup            | 22 décembre 1978  | 22 mars 1979      | Park Chung Hee        | Université impériale de Keijō                       |
| 7  | Yi Young-sup            | 22 mars 1979      | 15 avril 1981     | Park Chung Hee        | Université impériale de Keijō                       |
| 8  | Yoo Tai-heung           | 16 avril 1981     | 15 avril 1986     | Chun Doo-hwan         | Université du Kansai                                |
| 9  | Kim Yong-chul           | 16 avril 1986     | 19 juin 1988      | Chun Doo-hwan         | Faculté de droit de l'Université nationale de Séoul |
| 10 | Lee Il-kyu              | 6 juillet 1988    | 15 décembre 1990  | Roh Tae Woo           | Université du Kansai                                |
| 11 | Kim Deok-ju             | 16 décembre 1990  | 10 septembre 1993 | Roh Tae Woo           | Faculté de droit de l'Université nationale de Séoul |
| 12 | Yun Kwan                | 25 septembre 1993 | 24 septembre 1999 | Kim Young Sam         | Université Yonsei                                   |
| 13 | Choi Jong-young         | 25 septembre 1999 | 24 septembre 2005 | Kim Dae-jung          | Faculté de droit de l'Université nationale de Séoul |
| 14 | Lee Yong-hun            | 25 septembre 2005 | 24 septembre 2011 | Roh Moo Hyun          | Faculté de droit de l'Université nationale de Séoul |
| 15 | Yang Sung-tae           | 25 septembre 2011 | 24 septembre 2017 | Lee Myung-bak         | Faculté de droit de l'Université nationale de Séoul |
| 16 | Kim Myeong-soo          | 25 septembre 2017 | 24 septembre 2023 | Moon Jae-in           | Faculté de droit de l'Université nationale de Séoul |
| -  | Ahn Chul-sang (intérim) | 24 septembre 2023 | 7 décembre 2023   | -                     | Université Konkuk                                   |
| 17 | Cho Hee-dae             | 8 décembre 2023   | Titulaire         | Yoon Suk-yeol         | Université nationale de Séoul                       |